# Чемпионат Европы по фехтованию 1983
Чемпионат Европы по фехтованию в 1983 году прошёл с 9 по 13 ноября в Лиссабоне (Португалия). Это был третий из турниров, проводимых в попытке возродить отсутствовавшие после Второй мировой войны чемпионаты Европы по фехтованию. Всего в начале 1980-х годов было проведено три подобных турнира, которые, однако, не смогли привлечь много известных спортсменов. Состязания проводились лишь в личном первенстве.

## Общий медальный зачёт
| Место | Страна         | Золото | Серебро | Бронза | Всего |
| ----- | -------------- | ------ | ------- | ------ | ----- |
| 1     | Италия         | 2      | 2       | 1      | 5     |
| 2     | ФРГ            | 2      | 1       | 0      | 3     |
| 3     | Болгария       | 0      | 1       | 1      | 2     |
| 4     | Великобритания | 0      | 0       | 1      | 1     |
| 4     | Польша         | 0      | 0       | 1      | 1     |
| Всего | Всего          | 4      | 4       | 4      | 12    |

## Медалисты

### Мужчины
| Дисциплина               | Золото           | Серебро         | Бронза            |
| ------------------------ | ---------------- | --------------- | ----------------- |
| Шпага Личное первенство  | Александер Пуш   | Анджело Маццони | Лешек Сворновский |
| Рапира Личное первенство | Андреа Борелла   | Клаус Райхерт   | Анджело Скури     |
| Сабля Личное первенство  | Джованни Скальцо | Марин Иванов    | Иван Чомаков      |

### Женщины
| Дисциплина               | Золото         | Серебро           | Бронза           |
| ------------------------ | -------------- | ----------------- | ---------------- |
| Рапира Личное первенство | Корнелия Ханиш | Карола Чикконетти | Линда Анн Мартин |